# 布翁孔西格利奥城堡
布翁孔西格利奥城堡（義大利語：Castello del Buonconsiglio）是意大利北部特伦托的一座城堡。

## 历史
该城堡由一系列建于不同时期的建筑物组成，周围环绕围墙，位于城市的高处。
其中“老城堡”（Castelvecchio）是最古老和最重要的建筑，建于13世纪，在城墙旁边，是特伦特主教从13世纪起到1803年的驻地。
大宫（Magno Palazzo）由采邑主教Bernardo Clesio枢机建于16世纪初，意大利文艺复兴风格。
建筑群的南端是鹰塔，拥有珍贵的中世纪壁画
。
1803年以后，该城堡改为奥地利军营以及监狱。20世纪20年代，特伦特归属意大利，遂改为国家博物馆。自1992年以来它是省美术馆的所在地。

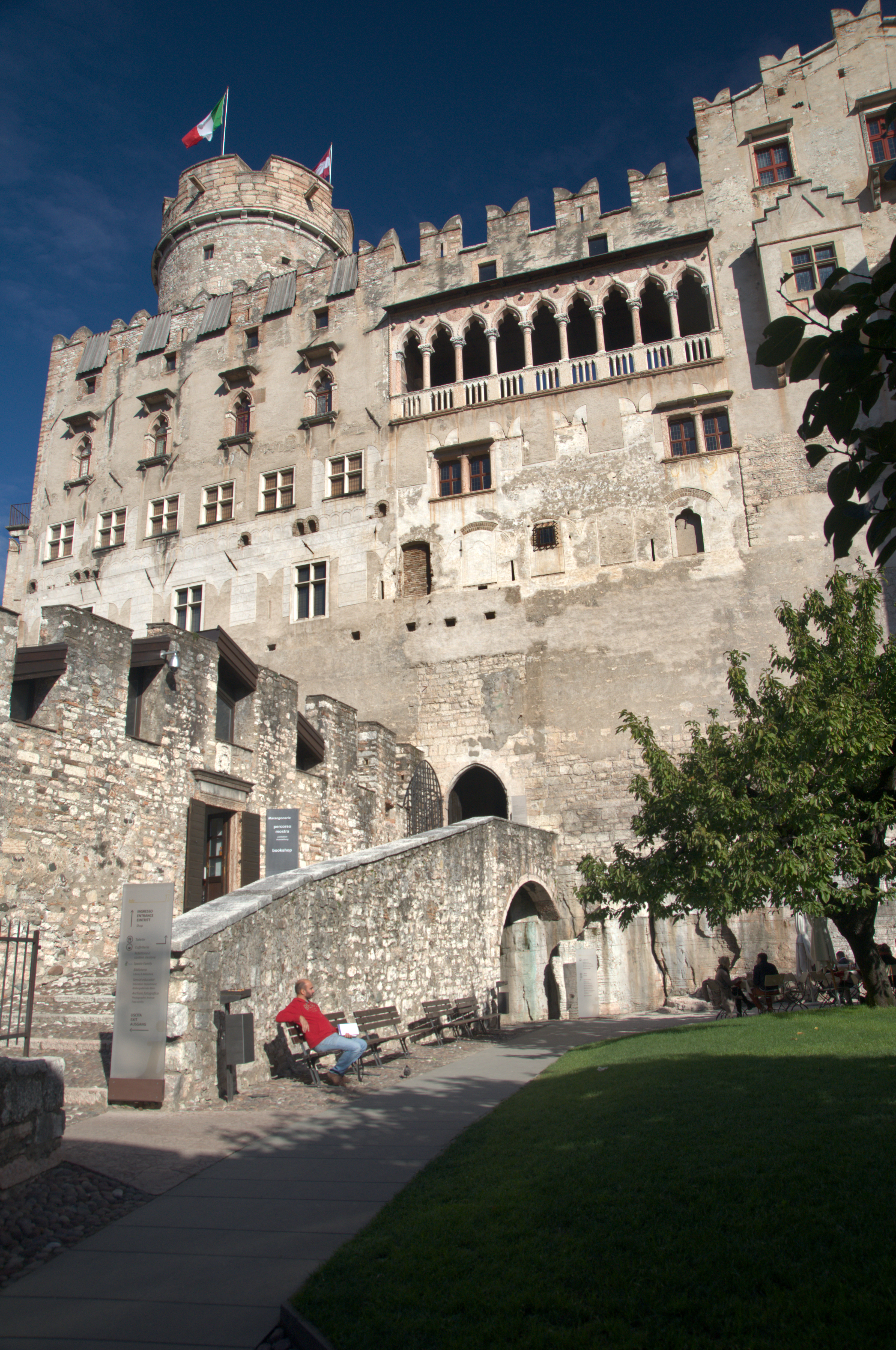
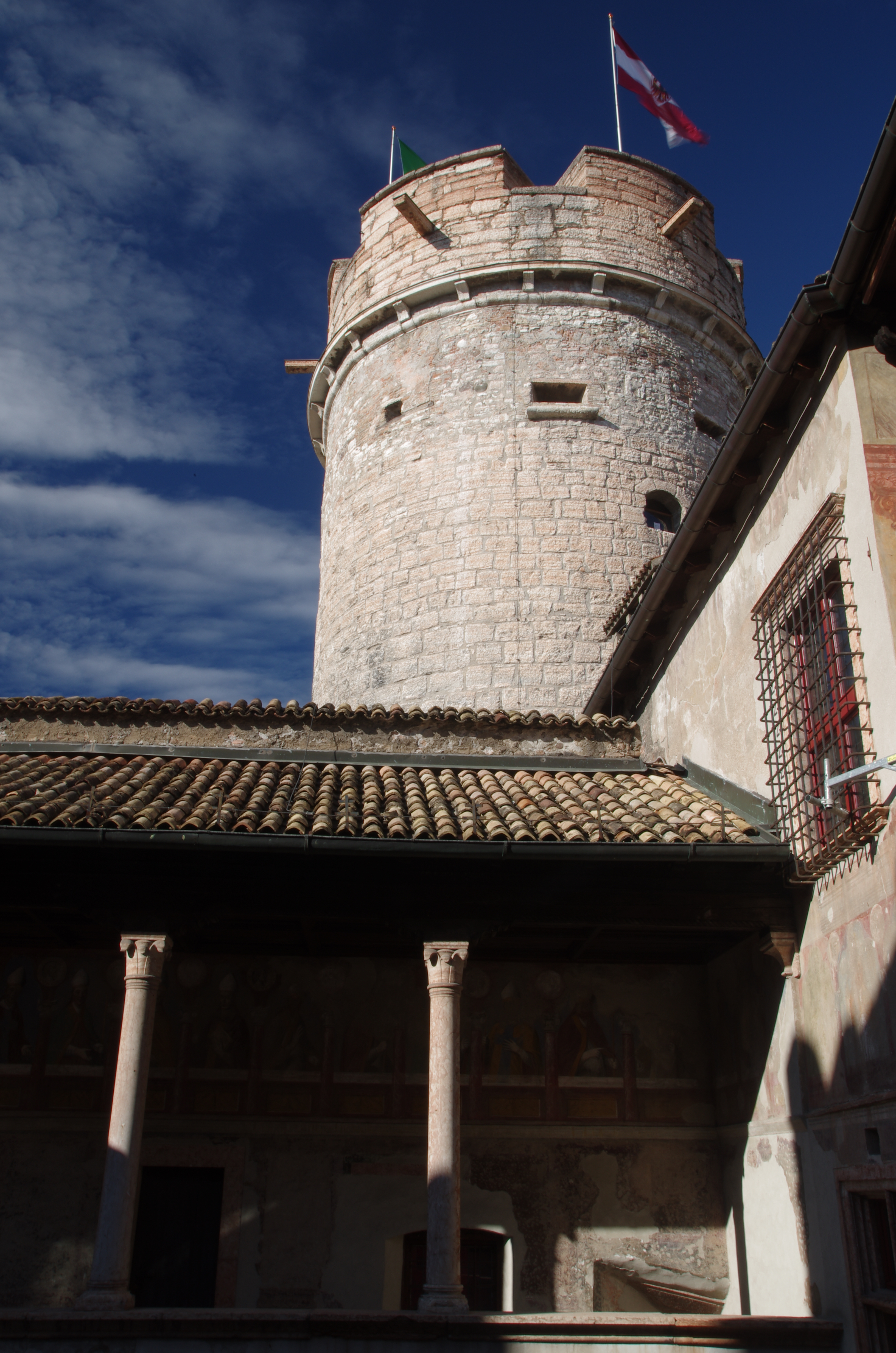
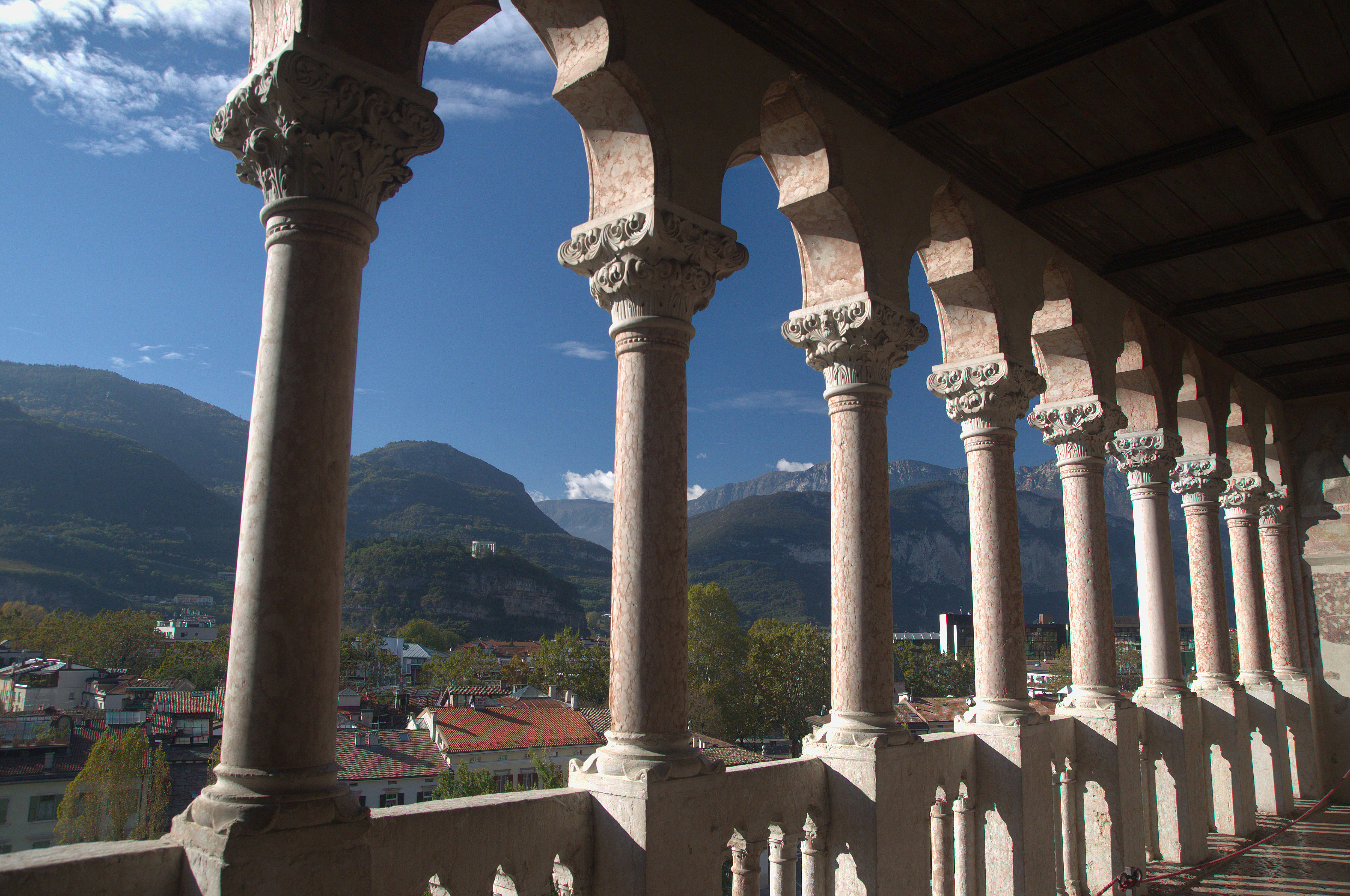
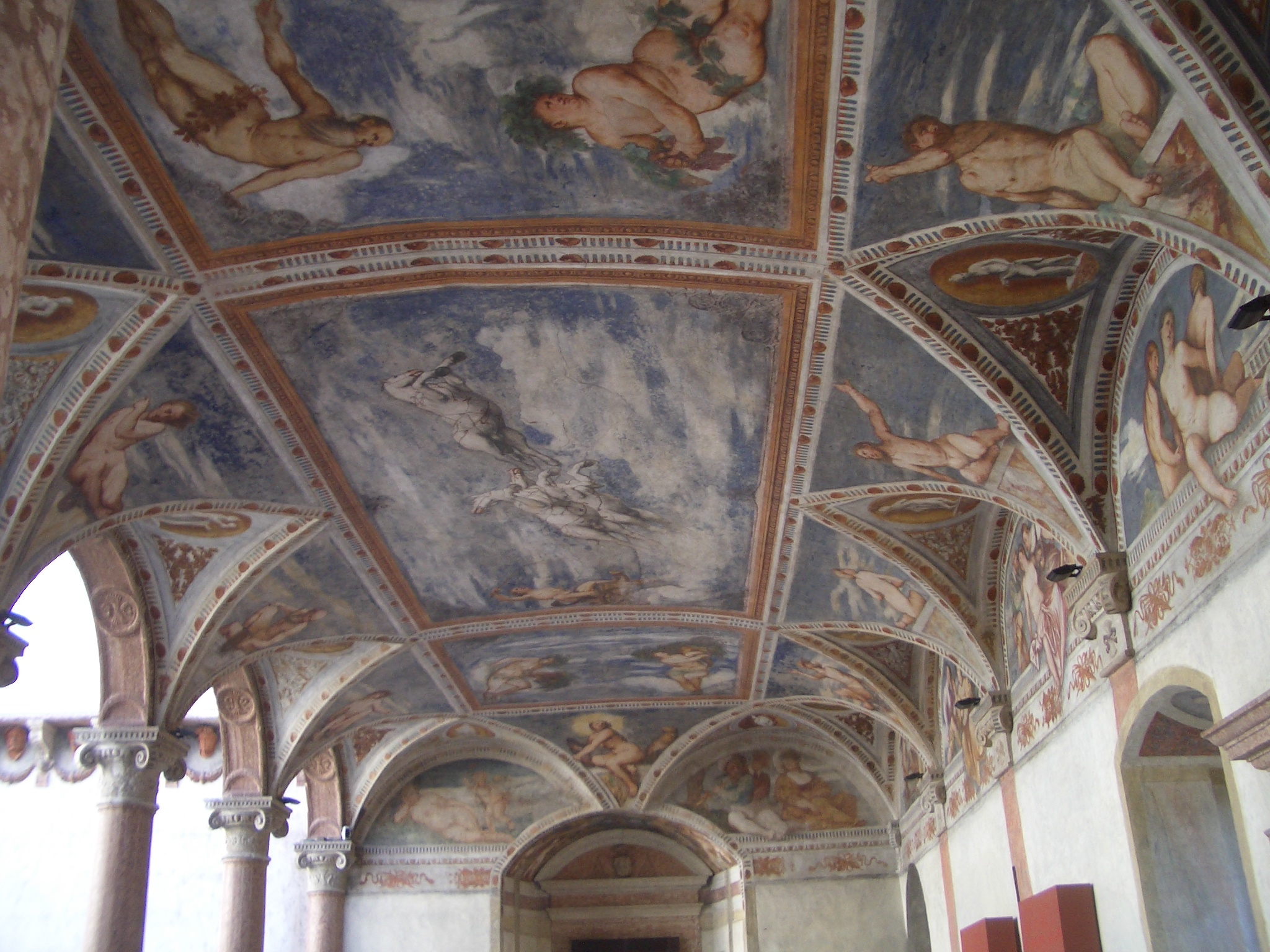
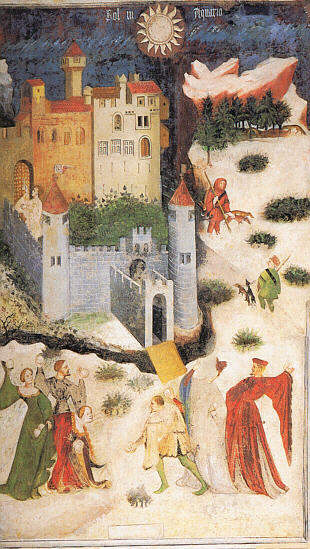

传说该城堡与主教座堂有密道连接。